# Xã Smith, Quận Thomas, Kansas
Xã Smith (tiếng Anh: Smith Township) là một xã thuộc quận Thomas, tiểu bang Kansas, Hoa Kỳ. Năm 2010, dân số của xã này là 278 người.